# Totò Riina
Salvatore Riina, detto Totò (Corleone, 16 novembre 1930 – Parma, 17 novembre 2017), è stato un mafioso e terrorista italiano.
Appartenente all'organizzazione criminale di stampo mafioso denominata Cosa nostra, è generalmente ritenuto il più potente, pericoloso e sanguinario boss mafioso di sempre, venendo etichettato con i soprannomi 'u curtu (il basso), per via della sua bassa statura (158 cm) e la belva, per indicare la sua brutalità sanguinaria.
È diventato noto anche come il capo dei capi, in quanto considerato il capo assoluto di Cosa nostra dal 1982 fino al suo arresto, avvenuto il 15 gennaio 1993, anche se a volte si ritiene lo sia stato fino alla morte, nonostante dopo il suo arresto siano diventati reggenti Bernardo Provenzano e Leoluca Bagarella.
È stato detenuto presso il carcere di Opera ed in seguito a Parma, dove doveva scontare 26 ergastoli.

## Biografia

### Le origini e l'ingresso in Cosa nostra

Cartellino della Carta d'identità di Salvatore Riina, rilasciata nel 1955

Nacque a Corleone in una famiglia di contadini il 16 novembre 1930; secondo di sei figli, prima di lui nacque la sorella Caterina (1928-2008) e dopo di lui nacquero Gaetano (1933-2024), Francesco (1936-1943), Arcangela (1939-2019) e Giovanna Francesca (1943). Il padre Giovanni lavorava nella tenuta del barone Guglielmo Inglese e, nel tempo libero, si dedicava alla cura dell'appezzamento che la moglie aveva ereditato dal padre. Salvatore, che prese il nome dal nonno, l'11 settembre 1943, all'età di 13 anni, perse il padre Giovanni e il fratello minore Francesco (di 7 anni): i tre, insieme al fratello Gaetano, stavano cercando di estrarre della polvere da sparo da un proiettile di un cannone americano lungo una quarantina di centimetri, rinvenuto in un terreno a Venere del Poggio, per rivenderla insieme al metallo. Gaetano rimase ferito dalle schegge al volto e a una gamba, mentre Totò rimase illeso perché era rimasto seduto in un angolo lontano dalla bomba. Il 13 settembre si svolsero i funerali del padre, nella chiesa di Santa Rosalia, a Corleone: dai racconti dell'epoca fu l'unica volta in cui Totò Riina venne visto piangere in pubblico.
Da sola la madre, Maria Concetta Rizzo, non riusciva a mantenere i figli, così Riina iniziò a recarsi ogni mattina all'alba nella piazza principale di Corleone, nella speranza che qualcuno potesse offrirgli un lavoro da bracciante. La necessità di trovare un'occupazione più redditizia e l'indole violenta lo spinsero ad aggregarsi alla banda di Luciano Liggio, con il quale intraprese il furto di covoni di grano e bestiame venendo affiliato, insieme a Bernardo Provenzano, nella cosca mafiosa locale, di cui faceva parte anche lo zio paterno di Riina, Giacomo. Infatti Riina venne ritualmente "punciutu" da Luciano Liggio con un ramo di arancio amaro. La banda di Liggio era quindi entrata nell'orbita del boss di Corleone, il dottor Michele Navarra.
Il 10 marzo 1948, Riina si rese indirettamente responsabile assieme a Luciano Liggio della morte del sindacalista Placido Rizzotto, membro del Partito Socialista Italiano.
Il 13 maggio 1949, durante una partita di bocce nel campo di via Giovanbattista Sgarlata, nel corso di una rissa sparò e uccise un suo coetaneo, Domenico Di Matteo, detto Menicu, per poi darsi alla fuga. Dieci giorni prima si scontrarono nei vicoli sopra piazza Garibaldi con bastoni e noccoliere, poi il 13 maggio si rincontrarono nel luogo della sparatoria: durante la sparatoria Riina ferì Di Matteo a una gamba lacerandogli l'arteria femorale e Di Matteo incitò un suo cugino a sparare contro Totò, ferendogli entrambe le gambe. Dopo la sparatoria Riina si rifugiò da suo zio Francesco Di Frisco, che cercò di curarlo al meglio ma lo trasportò di peso, legandolo prima ad una sedia, all'ospedale dei Bianchi. Dopo l'intervento Riina venne interrogato tre volte, durante i primi due interrogatori (in ospedale) giurò il falso, poi al terzo (all'Ucciardone) disse di aver sparato un solo colpo, ma i testimoni smentirono.
A limitare i danni ci pensò Navarra, che gli suggerì di consegnarsi alle forze dell'ordine e di farsi processare per omicidio aggravato, tentato omicidio e porto abusivo di armi. A 19 anni Riina fu quindi condannato a una pena di 16 anni e 5 mesi. Dal carcere dell'Ucciardone fu trasferito prima a Milazzo e poi a Casale Monferrato in Piemonte. All'inizio della detenzione la sua personalità cambiò in peggio, arrivando ad azzuffarsi con altri galeotti e a litigare con le guardie carcerarie, ma poi, nel penitenziario di Turi in Puglia, risultò un detenuto modello iscrivendosi, all'età di 22 anni, alla terza elementare (aveva già frequentato la prima e la seconda alla "Camillo Finocchiaro Aprile" di Corleone, ma poi il padre lo portò con sé a zappare la terra), ma non riuscì a terminare la quarta, solo perché fu trasferito a Termini Imerese, in attesa del processo di secondo grado che si chiuderà con una condanna a 12 anni e 4 mesi e all'interdizione perenne dai pubblici uffici. Quindi Totò Riina possedeva la terza elementare, anche se al processo del 1º marzo 1993 dichiarò di avere la quinta elementare.
Il 13 settembre 1955, dopo poco più di 6 anni di carcere, gli fu concessa la libertà vigilata. Una volta tornato a Corleone, Riina tornò subito alle dipendenze di Liggio, la cui banda nel frattempo era diventata molto forte sul piano militare e una eccellente fonte di reddito sul piano economico. Per conto di Liggio fece da ragioniere nell'"azienda" che si occupava della macellazione clandestina di bestiame, rubato nei terreni della società armentizia di contrada Piano di Scala, che poi veniva consegnato alle macellerie di Palermo, utilizzando camion anch'essi rubati. Potendo contare sulla coppia Riina-Provenzano, Liggio cominciò ad accarezzare l'idea di mettersi in proprio scavalcando Navarra. Dopo essere scampato a un agguato all'alba del 23 giugno 1958, Liggio reagì eliminando il suo capo il 2 agosto e, nei mesi successivi, insieme alla sua banda, scatenò un conflitto contro gli ex uomini di Navarra, che furono in gran parte assassinati fino al 1963 in quella che divenne nota come guerra di mafia di Corleone. Lo scontro provocò 140 morti e Riina era sospettato di aver recitato un ruolo di primo piano nella mattanza.
Riina venne però arrestato il 15 dicembre 1963, alle 21:15, lungo la statale Palermo-Agrigento, in località San Michele Arcangelo da una pattuglia di agenti di polizia di cui faceva parte anche il commissario Angelo Mangano il quale, nel 1964, parteciperà, sotto la direzione del tenente colonnello dei Carabinieri Ignazio Milillo, alla cattura di Luciano Liggio. Riina, che aveva una carta d'identità rubata (dalla quale risultava essere "Giovanni Grande" da San Giuseppe Jato) e una pistola non regolarmente dichiarata, tentò di scappare, ma venne catturato dalle forze dell'ordine. Fu riconosciuto dall'agente Biagio Melita.
Il 12 gennaio 1966 il mafioso Luciano Raia decise di pentirsi e rivelare al nuovo vicequestore Angelo Mangano e al giudice Cesare Terranova tutto quello che sapeva sugli omicidi di Corleone, accusando esplicitamente Liggio, Provenzano, Riina e gli altri. Terranova verificò una ad una le dichiarazioni del pentito ed era pronto a interrogare Riina, ma quando il 24 marzo 1966 il futuro Capo dei Capi vide nella sala colloqui il vicequestore Mangano con il giudice, si rifiutò di parlare, affermando di essere perseguitato come un ebreo.
Tuttavia, dopo aver scontato alcuni anni di prigione nel carcere dell'Ucciardone (dove prese sotto la sua ala Gaspare Mutolo), fu assolto per insufficienza di prove nel processo svoltosi a Bari nel 1969. Dopo l'assoluzione, Riina si trasferì con Liggio a Bitonto, in provincia di Bari, all'Hotel Nuovo (albergo non più esistente oggi) ma il Tribunale di Palermo, su proposta del Procuratore capo Pietro Scaglione, emise un'ordinanza di custodia precauzionale nei loro confronti. Mentre Liggio si fece ricoverare in una clinica prima a Taranto, accompagnato dall'avvocato Donato Mitolo, poi a Roma dal professor Bracci, Riina tornò da solo a Corleone, dove il 20 giugno venne arrestato e il 5 luglio gli venne applicata la misura del soggiorno obbligato per 4 anni nella cittadina di San Giovanni in Persiceto (BO); scarcerato e munito di foglio di via obbligatorio, Riina non raggiunse mai il luogo di soggiorno obbligato perché prima di salire sul treno per l'Emilia-Romagna chiese tre giorni di permesso e si rese irreperibile, dando inizio alla sua latitanza durata quasi 24 anni.

### I sequestri di persona e i delitti "eccellenti"

La «strage di viale Lazio» (10 dicembre 1969), organizzata da Riina per assassinare il boss Michele Cavataio

Il 10 dicembre 1969, Riina fu tra gli esecutori della cosiddetta strage di Viale Lazio che doveva punire il boss Michele Cavataio; in quell'occasione perse la vita Calogero Bagarella, il fidanzato della sorella. Cavataio fu ucciso perché durante il sacco di Palermo volle accaparrarsi della fetta di appalti più alta (a quel tempo Salvo Lima era il sindaco di Palermo e Vito Ciancimino era l'assessore dei Lavori Pubblici), riuscendo a mettere tutti contro tutti e venendo ritenuto responsabile della prima guerra di mafia e della strage di Ciaculli. Allora tutti i capi mafia si riunirono e decisero di punirlo.
Nel periodo successivo Riina sostituì spesso Liggio nel "triumvirato" provvisorio di cui faceva parte assieme ai boss Stefano Bontate e Gaetano Badalamenti e che aveva il compito di dirimere le dispute tra le varie cosche della provincia di Palermo.  l 5 maggio 1971, Riina fu esecutore materiale dell'omicidio del procuratore Pietro Scaglione, un'azione presa in autonomia che infastidì non poco Bontate e Badalamenti. Nello stesso anno partecipò ai due sequestri a scopo di estorsione ordinati da Liggio: il 24 febbraio a Palermo venne rapito Antonino Caruso, figlio dell'industriale del marmo Giacomo (che era imparentato con il boss Pietro Torretta ed era molto amico dell'allora ministro Bernardo Mattarella, il quale aveva fatto da "padrino" proprio ad Antonino ed era morto di crepacuore pochi giorni dopo tale rapimento), mentre l'8 giugno, sempre a Palermo, fu la volta del figlio del costruttore Francesco Vassallo, Pino.
Il 16 agosto 1972 Riina stesso ordinò il sequestro dell'imprenditore Luciano Cassina, operazione avvenuta nella via Principe Belmonte di Palermo e nella quale furono implicati uomini della cosca di Giuseppe "Pippo" Calò, con il coinvolgimento di don Agostino Coppola, parroco di Carini e nipote del boss italo-americano Frank "Tre Dita" Coppola. In questo caso l'obiettivo principale di Riina non era solo quello di incassare il denaro del riscatto, ma anche quello di colpire Badalamenti e Bontate, che erano legati ad Arturo Cassina (il padre dell'ostaggio), il quale aveva il monopolio della manutenzione della rete stradale, dell'illuminazione pubblica e della rete fognaria a Palermo. Il sequestro di Luciano Cassina durò 175 giorni, ossia fino al 7 febbraio 1973, e terminò solo dopo il pagamento di un riscatto di circa 1 miliardo e 300 milioni di lire, mentre per il sequestro di Antonino Caruso il riscatto fu di 300 milioni di lire.
Attraverso Liggio, Riina divenne "compare di anello" di Mico Tripodo, boss della 'Ndrangheta, e si legò ai fratelli Nuvoletta, camorristi napoletani affiliati a Cosa nostra, con cui avviò un contrabbando di sigarette estere. Nel maggio del 1974, Riina divenne il reggente della cosca di Corleone dopo l'arresto di Liggio e il 17 luglio 1975 fece sequestrare e uccidere Luigi Corleo, suocero di Nino Salvo, ricco e famoso esattore affiliato alla cosca di Salemi e legato al deputato andreottiano Salvo Lima; il sequestro venne attuato per dare un duro colpo al prestigio di Badalamenti e di Bontate, i quali erano legati a Salvo e non riusciranno a ottenere né la liberazione dell'ostaggio, nonostante la famiglia avesse pagato il riscatto, né la restituzione del corpo, anche se Riina negò con forza ogni coinvolgimento nel sequestro. Giovanni Brusca, fedelissimo di Riina, affermò invece che a commettere il sequestro Corleo erano state bande autonome di Campobello di Mazara che puntavano a un riscatto miliardario e i cui componenti furono eliminati uno ad uno dal boss facendo aumentare il proprio prestigio. Il vicequestore di Trapani Giuseppe Peri avanzò un'altra ipotesi secondo la quale dietro i sequestri c'era un preciso disegno politico-eversivo che legava Cosa nostra all'estrema destra ma il dirigente venne allontanato e le sue indagini vennero ridicolizzate.
In poco tempo Riina riuscì a mettere radici fuori da Corleone coagulando attorno a sé diverse famiglie di Palermo e provincia; grazie alle nuove alleanze estese il suo potere pure nei quartieri palermitani di San Lorenzo, Porta Nuova, Noce, Corso dei Mille e Resuttana.
Nella relazione conclusiva di minoranza della Commissione parlamentare antimafia presentata nel 1976 da alcuni deputati d'opposizione, tra cui Cesare Terranova e Pio La Torre, erano citate un nutrito elenco di società che Riina e Gaetano Badalamenti avevano intestato a prestanome e che erano attive nei settori dell’edilizia, nella compravendita di terreni e immobili, amministrate dal commercialista palermitano Pino Mandalari (massone e candidato del MSI alle elezioni politiche del 1972). Sulle attività di Mandalari, che servivano per riciclare i proventi dei sequestri di persona messi a segno dai Corleonesi, indagò a lungo il tenente colonnello dei Carabinieri Giuseppe Russo, ucciso dagli uomini di Riina il 20 agosto 1977 (secondo il collaboratore di giustizia Buscetta, in una riunione della Commissione venne chiesto il motivo dell'omicidio del colonnello Russo e Riina rispose "Gli sbirri non si difendono").
Il 10 aprile 1978, durante una riunione della commissione provinciale, Riina ottenne l'espulsione di Badalamenti dalla Commissione, con l'accusa di aver ordinato l'uccisione di Francesco Madonia, capo della cosca di Vallelunga Pratameno (Caltanissetta) e strettamente legato ai Corleonesi; l'incarico di dirigere la "Commissione" passò a Michele Greco, che avallerà tutte le successive decisioni di Riina. Per queste ragioni, Giuseppe Di Cristina, capo della cosca di Riesi legato a Bontate e Badalamenti che si era scontrato con Riina quando fece uccidere il colonnello Giuseppe Russo di cui era confidente, tentò di mettersi in contatto con i Carabinieri, accusando Riina e il suo luogotenente Bernardo Provenzano di essere responsabili di numerosi omicidi per conto di Liggio, all'epoca detenuto; alcuni giorni dopo le sue confessioni, Di Cristina venne ucciso a Palermo il 30 maggio, mentre il 9 settembre anche il suo socio Giuseppe Calderone, capofamiglia di Catania, finì ammazzato dal suo luogotenente Nitto Santapaola, che si era accordato con Riina. Sostituendo Calderone con l'assai più fidato Santapaola, Riina si espanse su Catania aumentando il suo peso politico all'interno della Cupola.
Tra gennaio del 1979 e maggio del 1980 i Corleonesi firmarono una serie di delitti "eccellenti" eliminando il giornalista Mario Francese, il segretario provinciale della DC Michele Reina, il capo della Squadra Mobile Boris Giuliano, il giudice Cesare Terranova con il maresciallo Lenin Mancuso, il presidente della Regione Piersanti Mattarella e il capitano dei Carabinieri Emanuele Basile. L'attacco a rappresentanti dello Stato mise in subbuglio Cosa nostra che prima dell'avvento di Riina aveva tenuto un atteggiamento moderato. Bontate si convinse sempre di più della necessità di eliminare Riina commettendo però l'errore di manifestare pubblicamente i suoi propositi.

### La "seconda guerra di mafia", i "pentiti" e le vendette trasversali

L'omicidio di Stefano Bontate (23 aprile 1981), che aprì la "seconda guerra di mafia".

Riina fece eliminare Giuseppe Panno, capo della cosca di Casteldaccia, strettamente legato a Bontate, il quale reagì organizzando un complotto per uccidere Riina, che però venne rivelato da Michele Greco e Salvatore Montalto; Riina allora orchestrò l'assassinio di Bontate (23 aprile 1981), avvalendosi anche del tradimento del fratello di quest'ultimo, Giovanni, e del suo capo-decina Pietro Lo Iacono. L'11 maggio seguente venne ucciso anche il boss Salvatore Inzerillo, strettamente legato a Bontate.
Gli omicidi di Bontate e Inzerillo nel 1981 diedero il via ad un massacro senza precedenti, meglio conosciuto come «seconda guerra di mafia», che si concluse alla fine del 1982 con un bilancio di quasi mille morti ammazzati a Palermo e in provincia, quasi tutti mafiosi appartenenti alla fazione Bontate-Inzerillo-Badalamenti: circa duecento di loro furono uccisi per strada mentre altrettanti furono vittime della cosiddetta «lupara bianca», cioè sparirono nel nulla, probabilmente attirati nella famigerate "camere della morte", dove avvenivano gli strangolamenti e poi i cadaveri venivano sciolti nell'acido o gettati in alto mare. A compiere questo numero incredibile di omicidi fu una spietata squadra di killers che agiva alle dirette dipendenze di Riina, di cui facevano parte Antonino Madonia, Giuseppe Giacomo Gambino, Pino Greco (detto Scarpuzzedda), Mario Prestifilippo, Giovanni Brusca, Baldassare Di Maggio, Filippo Marchese, i fratelli Antonino e Giuseppe Marchese, Giuseppe Lucchese, Giovanbattista Pullarà, Salvatore Cucuzza, Vincenzo Puccio e Calogero Ganci.
Il 16 giugno 1982 la squadra di killers agli ordini di Riina assalì ed uccise sulla circonvallazione di Palermo il boss Alfio Ferlito, alleato dei Calderone e, di conseguenza, nemico di Santapaola a Catania, mentre veniva trasferito nel carcere di Trapani. Insieme a lui vengono massacrati anche tre carabinieri e l'autista civile che lo scortavano. Ma l'apice del massacro fu raggiunto il 30 novembre seguente, quando i boss mafiosi Rosario Riccobono, Salvatore Scaglione e loro venti uomini furono strangolati nella tenuta di Michele Greco a Ciaculli e poi tutti sciolti nell'acido, con la partecipazione attiva dello stesso Riina; Riccobono e Scaglione erano passati coi Corleonesi dopo l'omicidio di Bontate ma agli occhi di Riina apparivano inaffidabili. Da allora si insediò una nuova "Commissione", composta soltanto da persone fedeli a Riina e Provenzano e guidata dallo stesso Riina, anche se gli omicidi e le lupare bianche continuarono, soprattutto nei confronti dei familiari dei boss nemici: oltre ai fratelli e al figlio 17enne di Inzerillo (che voleva vendicare il padre ma venne rapito, mutilato, ucciso e sciolto nell'acido), furono uccisi diversi parenti di Tommaso Buscetta (uno dei principali alleati di Bontate e Badalamenti, che era riuscito a rifugiarsi in Brasile), ovvero due figli, un cognato, un fratello e un nipote. A Salvatore Contorno, fedelissimo di Bontate, furono uccisi 35 tra parenti ed amici.
Nel maggio 1982, il governo italiano, messo alle strette dall'impressionante ondata di omicidi in Sicilia, inviò il generale dei carabinieri Carlo Alberto Dalla Chiesa come prefetto di Palermo con l'incarico specifico di contrastare Cosa nostra così come aveva fatto nella lotta al terrorismo. Il giorno prima dell'arrivo di Dalla Chiesa, il 30 aprile, i killers agli ordini di Riina avevano ucciso Pio La Torre, segretario regionale del Partito Comunista Italiano che aveva presentato un disegno di legge per istituire il nuovo reato di associazione mafiosa e confiscare i beni di origine illecita ma questo provvedimento era bloccato in Parlamento da due anni. Tuttavia, circa cento giorni dopo il suo arrivo, la sera del 3 settembre 1982, Dalla Chiesa fu ucciso in un agguato teso dalla squadra di Riina nel centro di Palermo insieme alla giovane moglie, Emanuela Setti Carraro, e all'agente di scorta Domenico Russo. Con l'omicidio di Dalla Chiesa, la sfida contro lo Stato lanciata dai Corleonesi divenne totale. Buscetta sostenne che Riina fosse manovrato in questa scelta in quanto "qualche uomo politico si era sbarazzato di Dalla Chiesa divenuto troppo ingombrante".  In risposta al malcontento pubblico per l'incapacità di contrastare efficacemente l'organizzazione guidata da Riina, la legge presentata da La Torre fu approvata dal Parlamento dieci giorni dopo (la cosiddetta Legge "Rognoni-La Torre").
Nel 1984 Buscetta, arrestato a San Paolo del Brasile ed estradato in Italia, chiese di parlare con il giudice Falcone e gli rivelò tutto ciò che sapeva su Cosa nostra e sulla guerra scatenata dai Corleonesi. La collaborazione di Buscetta, cui seguì anche quella di Salvatore Contorno e di altri mafiosi, fu considerata un successo significativo nella lotta a Cosa nostra perché portò all'incriminazione di 475 mafiosi in quello che fu soprannominato, a causa delle sue dimensioni, "maxiprocesso di Palermo". Il processo si concluse in primo grado nel 1987 con la condanna di Riina ed altri boss alla pena dell'ergastolo per i reati di associazione mafiosa, traffico di droga e plurimi omicidi.
Tuttavia gli omicidi continuarono anche negli anni successivi perché Riina non si fidava più di alcuni suoi uomini in quanto diventati troppo indipendenti o perché volevano spodestarlo dal potere. Per questi motivi furono soppressi e fatti sparire Filippo Marchese nel 1983 e Pino Greco nel 1985, vittime anche loro della «lupara bianca». Mario Prestifilippo fu ucciso a colpi di fucile nel 1987 per le strade di Bagheria. Nel 1989 Vincenzo Puccio e due suoi fratelli furono assassinati dopo che Riina scoprì che stavano complottando per rovesciarlo. Anche Agostino Marino Mannoia, un giovane mafioso di Ciaculli, fu torturato, strangolato e sciolto nell'acido perché ritenuto partecipe al complotto di Puccio. Il fratello maggiore di Agostino, Francesco Marino Mannoia, decise quindi di rivelare tutto ciò che sapeva al giudice Falcone e divenne un collaboratore di giustizia. Per vendetta, gli uomini di Riina gli uccisero la madre, la sorella e la zia.

### Il ruolo politico durante e dopo la seconda guerra di mafia
Il principale referente politico di Riina inizialmente fu Vito Ciancimino, il quale nel 1976 instaurò un rapporto di collaborazione con la corrente Primavera di Giulio Andreotti, in particolare con Salvo Lima, che sfociò poi in un formale inserimento in tale gruppo politico e nell'appoggio dato dai delegati vicini a Ciancimino alla corrente andreottiana in occasione dei congressi nazionali della Democrazia Cristiana svoltisi nel 1980 e nel 1983. Per proteggere gli interessi di Ciancimino, Riina propose alla "Commissione" gli omicidi dei suoi avversari politici: il 9 marzo 1979 era stato ucciso Michele Reina, segretario provinciale della Democrazia Cristiana che era entrato in contrasto con costruttori legati a Ciancimino; il 6 gennaio 1980 veniva eliminato Piersanti Mattarella, presidente della Regione che contrastava Ciancimino per un suo rientro nel partito con incarichi direttivi; il 30 aprile 1982 venne trucidato Pio La Torre, segretario regionale del PCI che aveva più volte indicato pubblicamente Ciancimino come personaggio legato a Cosa nostra.
Dopo l'inizio della seconda guerra di mafia, i cugini Ignazio e Nino Salvo, ricchi e famosi esattori affiliati alla cosca di Salemi, passarono dalla parte dello schieramento dei Corleonesi, che faceva capo proprio a Riina, e furono incaricati di curare le relazioni con Salvo Lima, che divenne il nuovo referente politico di Riina, soprattutto per cercare di ottenere una favorevole soluzione di vicende processuali; infatti, sempre secondo i collaboratori di giustizia, Lima si sarebbe attivato per modificare in Cassazione la sentenza del maxiprocesso di Palermo che condannava Riina e molti altri boss all'ergastolo. In particolare, il collaboratore Baldassare Di Maggio riferì che nel 1987 accompagnò Riina nella casa di Ignazio Salvo a Palermo, dove avrebbe incontrato Lima e il suo capocorrente Giulio Andreotti per sollecitare il loro intervento sulla sentenza; la testimonianza dell'incontro venne però considerata inattendibile nella sentenza del processo contro Andreotti, che affermò la colpevolezza del leader democristiano soltanto fino al 1980, quando, con l'avvento dei Corleonesi, troncò ogni rapporto con i capi di Cosa nostra ed anzi avviò una severa politica antimafia. Nel frattempo Riina era diventato il capo dei capi dopo che Michele Greco era stato arrestato nel febbraio del 1986, in un casolare nelle campagne di Caccamo.

### Gli attentati del biennio 1992-1993 e l'arresto

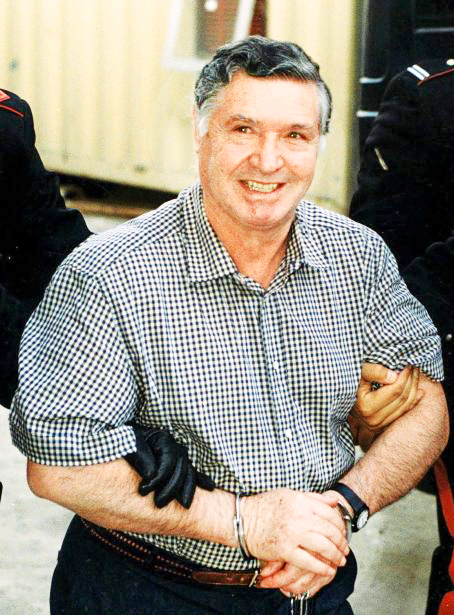
Salvatore Riina in seguito all'arresto del 15 gennaio 1993

Il 30 gennaio 1992 la Cassazione confermò gli ergastoli del maxiprocesso e sancì l'attendibilità delle dichiarazioni rese dal collaboratore di giustizia Tommaso Buscetta. Sempre secondo le testimonianze dei collaboratori di giustizia, Riina decise allora di lanciare un avvertimento ad Andreotti, che si era disinteressato alla sentenza e anzi aveva firmato un decreto-legge che aveva fatto tornare in carcere gli imputati del maxiprocesso scarcerati per decorrenza dei termini e quelli agli arresti domiciliari: per queste ragioni il 12 marzo 1992 l'allora eurodeputato Lima venne ucciso alla vigilia delle elezioni politiche e, alcuni mesi dopo (il 17 settembre 1992), la stessa sorte toccò a Ignazio Salvo.
Le deposizioni dei collaboratori di giustizia (su tutti Tommaso Buscetta e Francesco Marino Mannoia) scateneranno la ritorsione di Cosa Nostra su precisa indicazione di Totò Riina, il quale autorizzò i capofamiglia a eliminare i familiari dei pentiti "sino al 20º grado di parentela", compresi i bambini e le donne come quelle di Marino Mannoia massacrate nel 1989.
Ai primi di luglio del 1992, fece particolare scalpore l'intervista resa al TGR dall'avvocato Cristoforo Fileccia, storico difensore di Riina, il quale affermò che il suo assistito "si trovava in Sicilia e lo incontrava spesso", affermazioni per le quali fu indagato per favoreggiamento.
Nell'estate del 1992 fu il principale responsabile della strategia mafiosa di attacco allo Stato italiano, che si concretizzò con la strage di Capaci (23 maggio 1992), in cui persero la vita il giudice Giovanni Falcone, la moglie Francesca Morvillo e gli agenti di scorta Vito Schifani, Rocco Dicillo e Antonio Montinaro, seguita dopo soli 57 giorni dalla strage di via D'Amelio (19 luglio), in cui rimasero uccisi il magistrato Paolo Borsellino e gli agenti di scorta Agostino Catalano, Vincenzo Li Muli, Walter Eddie Cosina, Claudio Traina ed Emanuela Loi; quest'ultima fu la prima agente di polizia di sesso femminile in Italia a perdere la vita sul lavoro. La campagna terroristica sarebbe proseguita l'anno successivo con i devastanti attentati di Roma, Firenze e Milano, che ebbero come obiettivo il patrimonio artistico italiano, uccidendo in totale oltre 20 persone (tra cui due bambine) e ferendone un centinaio. Quando gli altri affiliati sollevarono delle obiezioni sugli attentati con esplosivo perché potevano coinvolgere innocenti come donne e bambini, Riina rispose cinicamente: «A Sarajevo muoiono tanti bambini, perché ci dobbiamo preoccupare noi?».
L'allora vicecomandante del ROS dei Carabinieri, Mario Mori, incontrò nei primi giorni di giugno del 1992 e nei mesi successivi l'ex sindaco Vito Ciancimino, proponendo una trattativa con Cosa Nostra per mettere fine alla lunga scia di stragi che insanguinavano Palermo. Mori si difese raccontando di avere avviato i contatti per tendere una trappola volta a stanare Riina e Provenzano: secondo le dichiarazioni di Giovanni Brusca e Salvatore Cancemi (smentite però dai Carabinieri), Riina rispose con il "papello", un documento di richieste che riguardavano la chiusura delle carceri di Pianosa e Asinara, la revisione del maxiprocesso e l'abolizione dell'articolo 41-bis e dell'ergastolo. L'esistenza di una "trattativa Stato-mafia" è stata successivamente confermata da varie sentenze e dalle dichiarazioni di numerosi pentiti e di uomini dello Stato che per 20 anni avevano taciuto sulla trattativa. Il 12 marzo 2012, poi, nella motivazione della sentenza del processo a Francesco Tagliavia per le stragi del 1992 - 1993, i giudici scrissero che la trattativa tra Stato e Cosa nostra "ci fu e venne quantomeno inizialmente impostata su un do ut des [...] L'iniziativa fu assunta da rappresentanti dello Stato e non dagli uomini di mafia".
Il 15 gennaio 1993 Riina fu catturato dal CRIMOR, la squadra speciale dei ROS guidata da Sergio De Caprio, noto con il soprannome di Capitano Ultimo, venendo trovato con una carta d'identità falsa intestata a Giuseppe Bellomo, un uomo di Mazara del Vallo; Riina dichiarò di aver pagato 300 mila lire per avere questa carta d'identità falsa. Latitante dal 1969, venne arrestato al primo incrocio davanti alla sua villa (incrocio di via Da Vinci), in via Bernini n. 54 a Palermo, insieme al suo autista Salvatore Biondino. Nella villa aveva trascorso alcuni anni (circa dieci) della sua latitanza, insieme alla moglie Antonietta Bagarella e ai suoi figli, e pagava regolarmente l'affitto e le bollette. Il capo dei capi non oppose resistenza all'arresto; l'operazione fu favorita dalle dichiarazioni rese nei giorni precedenti al generale dei Carabinieri Francesco Delfino dall'ex autista di Riina, Baldassare "Balduccio" Di Maggio, che decise di collaborare per ritorsione verso Cosa Nostra, che lo aveva condannato a morte. Di Maggio fu determinante per riconoscere Riina, di cui si avevano soltanto alcune fotografie risalenti al 1969.

### La condanna al regime carcerario duro
Il 1º marzo 1993, Riina fece la sua prima apparizione pubblica dopo l'arresto durante un'udienza del processo per gli omicidi Mattarella-Reina-La Torre, in cui figurava come imputato: davanti ai giudici, affermò di essere vittima di un complotto ordito dai cosiddetti "pentiti" e negò addirittura di far parte di Cosa nostra, paragonandosi al noto presentatore Enzo Tortora; chiese ed ottenne inoltre di essere messo a confronto con i suoi principali accusatori, i collaboratori di giustizia Giuseppe Marchese e Gaspare Mutolo (confronti che ottennero visibilità nazionale poiché vennero trasmessi dal programma televisivo di Rai 3 Un giorno in pretura), mentre quello con un altro celebre collaboratore di giustizia, Tommaso Buscetta, venne in un primo momento richiesto e poi rifiutato dallo stesso Riina in aula poiché affermò che era un personaggio di scarsa moralità rispetto a lui.
A partire dal dicembre 1995, Riina è stato rinchiuso nel supercarcere dell'Asinara, in Sardegna. In seguito è stato trasferito al carcere di Marino del Tronto, ad Ascoli Piceno, dove, per circa tre anni, è stato sottoposto al carcere duro, previsto per chi commette reati di mafia (41-bis), ma il 12 marzo del 2001 gli viene revocato l'isolamento, consentendogli di fatto la possibilità di vedere altri detenuti nell'ora di libertà.
Proprio mentre era sottoposto a regime di 41-bis, il 24 maggio 1994, durante una pausa del processo di primo grado a Reggio Calabria per l'uccisione del giudice Antonino Scopelliti, fu raggiunto da Michele Carlino, giornalista di un'agenzia video (Med Media News), al quale rilasciò dichiarazioni minacciose contro il procuratore capo di Palermo Giancarlo Caselli e altri rappresentanti delle istituzioni e della cultura (Luciano Violante, all’epoca presidente della Commissione antimafia, e il sociologo Pino Arlacchi), accusandoli di fare parte di un presunto "complotto comunista" ai suoi danni e lamentandosi delle severe condizioni imposte dal carcere duro. L'intervento di Riina causò l'apertura di un provvedimento disciplinare da parte del Consiglio Superiore della Magistratura contro il pubblico ministero Salvatore Boemi, accusato di non aver vigilato sul detenuto. Dopo pochi mesi dalle dichiarazioni del boss corleonese il regime di 41-bis (allora valido per soli tre anni, decorsi i quali decadeva la sua applicabilità) è stato rafforzato mediante vari interventi legislativi volti a renderlo prorogabile di anno in anno.

### Gli ultimi anni e la morte
A metà marzo del 2003 subì un intervento chirurgico per problemi cardiaci e nel maggio dello stesso anno, mentre si trovava nel carcere di Ascoli Piceno, venne colpito da un infarto e condotto all'ospedale Mazzini di Teramo, dove venne sottoposto a un intervento di angioplastica coronarica. Sempre nel 2003, a settembre, venne nuovamente ricoverato per problemi cardiaci. I suoi avvocati chiesero gli arresti domiciliari ma per i giudici le sue condizioni di salute erano ancora compatibili con il regime carcerario.
Il 22 maggio 2004, nell'udienza del processo di Firenze per la strage di via dei Georgofili, accusò il coinvolgimento dei servizi segreti nelle stragi di Capaci e via d'Amelio e riferì dei contatti fra l'allora colonnello Mario Mori e Vito Ciancimino, attraverso il figlio di lui Massimo, al tempo non convocato in dibattimento. Trasferito nel carcere di Opera, venne nuovamente ricoverato nel 2006, sempre per problemi cardiaci, all'ospedale San Paolo di Milano.
Da un'intercettazione fatta dalla Direzione investigativa antimafia nel carcere di Opera nell'agosto del 2013, emerse come Riina riferì a un detenuto legato alla Sacra corona unita, tale Alberto Lo Russo, di voler uccidere Nino Di Matteo e gli altri magistrati impegnati nel processo sulla trattativa Stato-mafia che presumibilmente nel 1993 mise fine alla stagione delle bombe (Roberto Tartaglia, Vittorio Teresi, Francesco Del Bene); le misure di sicurezza per Di Matteo vennero quindi rafforzate. Il giornalista Andrea Purgatori manifestò perplessità sull'accaduto avanzando il sospetto che la presenza di Lo Russo, pesce piccolo della malavita pugliese che non era nemmeno affiliato alla Sacra corona unita, non fosse stata occasionale; Riina, avendo la certezza della divulgazione dell'intercettazione, avrebbe potuto pronunciare quelle frasi di proposito per mandare un messaggio ai suoi sodali. In un'altra intercettazione dello stesso periodo, durante l'ora d'aria, Riina confessò a Lo Russo di aver davvero incontrato Giulio Andreotti aggiungendo che il famoso bacio tra i due non c'era mai stato e che il politico sarebbe sempre stato coperto dai suoi fidati uomini della scorta. Tuttavia le chiacchierate con Lo Russo, al netto del polverone mediatico, non provocarono alcuna conseguenza.
Il 4 marzo 2014 venne nuovamente ricoverato. Il 31 agosto 2014 i giornali riferirono che nel novembre dell'anno prima Riina avrebbe rivolto minacce anche nei confronti di Don Luigi Ciotti.
Nel 2017, gli avvocati di Riina fecero richiesta al tribunale di sorveglianza di Bologna per il differimento della pena a detenzione domiciliare, sottoponendo come motivazione lo stato precario di salute dello stesso Riina. Il 19 luglio il tribunale si pronunciò ancora una volta negativamente su questa istanza, spiegando che Riina "non potrebbe ricevere cure e assistenza migliori in altro reparto ospedaliero, ossia nel luogo in cui ha chiesto di fruire della detenzione domiciliare". La Cassazione chiese però un supplemento di motivazione sostenendo tra le altre cose che anche uno con il curriculum di Riina aveva diritto a una morte dignitosa. Il procuratore nazionale antimafia Franco Roberti ribatté che Riina non poteva ottenere né i domiciliari né il ricovero in una clinica perché era ancora il capo di Cosa nostra e il suo stato di salute, nonostante due neoplasie e numerosi disturbi collegati, poteva ancora essere adeguatamente trattato nell'ambiente carcerario o con ricoveri mirati.
Alla fine restò in carcere ancora per poco, poiché nelle settimane successive le sue condizioni peggiorarono rapidamente e venne trasferito all'ospedale Maggiore di Parma, dove fu sottoposto a due interventi chirurgici.
Riina entrò in coma l'11 novembre, in seguito all'aggravarsi delle condizioni di salute, e morì alle ore 3:37 del 17 novembre 2017, il giorno successivo al suo ottantasettesimo compleanno, nel reparto detenuti dell'ospedale Maggiore di Parma, dopo aver trascorso 24 anni in carcere condannato a 26 ergastoli. A seguito del decesso, la Procura di Parma ha disposto che venisse eseguita l'autopsia della salma per escludere un potenziale caso di omicidio colposo o doloso a carico di ignoti. L'autopsia è stata eseguita dall'anatomopatologa Rosa Maria Gaudio, dell'Università di Ferrara, la quale ne stabilì la morte per cause naturali. Nei giorni successivi il capo dei capi è stato sepolto nel cimitero di Corleone.

## Processi

### Condanne
- Nel 1971 Riina venne denunciato per associazione a delinquere e traffico di stupefacenti insieme ad altre 113 persone (tra cui Stefano Bontate, Gaetano Badalamenti, Giuseppe Di Cristina, Gerlando Alberti, Luciano Liggio ed altri boss) e nel 1974 condannato in contumacia a 2 anni e 6 mesi, dimezzati in appello nel 1976 (c.d. «processo dei 114»).[30][107]
- Nel 1987, al Maxiprocesso di Palermo, Riina venne condannato in primo grado all'ergastolo in contumacia come mandante di numerosi delitti (omicidi Di Cristina, Bontate, Inzerillo, Giuliano, Zucchetto, tentato omicidio di Contorno, uccisione dei parenti di Buscetta, Contorno e Giovannello Greco, stragi di via Carini e della circonvallazione, ecc.) insieme a Bernardo Provenzano, Michele Greco e altri.[108][109]
- Nel 1992, Riina venne condannato in contumacia all'ergastolo, insieme al boss Francesco Madonia, per l'omicidio del capitano Emanuele Basile.[110]
- Nell'ottobre del 1993, subì il terzo ergastolo, come mandante dell'omicidio del boss Vincenzo Puccio.[111]
- Nel 1994, subì un altro ergastolo per l'omicidio dei 3 pentiti Salvatore Anselmo, Mario Coniglio e Leonardo Vitale e per quello di Pietro Busetta (un cognato di Tommaso Buscetta) insieme a Bernardo Provenzano, Francesco Madonia, Bernardo Brusca, Michele Greco e Giuseppe Calò.[112][113]
- Nel 1995, nel processo per l'omicidio del tenente colonnello Giuseppe Russo, venne condannato all'ergastolo insieme a Bernardo Provenzano, Michele Greco e Leoluca Bagarella.[114]
- Lo stesso anno, nel processo per gli omicidi dei commissari Beppe Montana e Ninni Cassarà, venne condannato all'ergastolo insieme a Michele Greco, Bernardo Brusca, Francesco Madonia e Bernardo Provenzano.
- Sempre nello stesso anno, il processo per gli omicidi di Piersanti Mattarella, Pio La Torre, Rosario Di Salvo e Michele Reina, nel quale gli venne inflitto un ulteriore ergastolo insieme a Michele Greco, Bernardo Brusca, Bernardo Provenzano, Giuseppe Calò, Francesco Madonia e Nenè Geraci.[115][116]
- Nel 1995, nel processo-stralcio del Maxiprocesso per l'omicidio del generale Carlo Alberto dalla Chiesa, del capo della mobile Boris Giuliano e del professor Paolo Giaccone, Riina venne condannato all'ergastolo insieme a Bernardo Provenzano, Giuseppe Calò, Bernardo Brusca, Francesco Madonia, Nenè Geraci e Francesco Spadaro.[117]
- Nel 1996, per l'omicidio del giudice Antonino Saetta e il figlio Stefano, Riina venne condannato all'ergastolo insieme al boss Francesco Madonia.
- Nel 1997, nel processo per la strage di Capaci, in cui vennero uccisi il magistrato Giovanni Falcone, la moglie Francesca Morvillo e la scorta (Antonio Montinaro, Vito Schifani, Rocco Dicillo), Riina venne condannato all'ergastolo insieme ai boss Pietro Aglieri, Bernardo Brusca, Giuseppe Calò, Raffaele Ganci, Nenè Geraci, Benedetto Spera, Nitto Santapaola, Bernardo Provenzano, Salvatore Montalto, Giuseppe Graviano e Matteo Motisi.[118][119]
- Lo stesso anno, nel processo per l'omicidio del giudice Cesare Terranova, Riina ricevette un altro ergastolo insieme a Michele Greco, Bernardo Brusca, Giuseppe Calò, Nenè Geraci, Francesco Madonia e Bernardo Provenzano.[120]
- Nel 1998, venne condannato all'ergastolo insieme al boss Mariano Agate per l'omicidio del giudice Giangiacomo Ciaccio Montalto.[121][122]
- Lo stesso anno, nel processo per l'omicidio del politico Salvo Lima, venne condannato all'ergastolo insieme a Francesco Madonia, Bernardo Brusca, Pippo Calò, Giuseppe Graviano, Pietro Aglieri, Salvatore Montalto, Giuseppe Montalto, Salvatore Buscemi, Nenè Geraci, Raffaele Ganci, Giuseppe Farinella, Benedetto Spera, Antonino Giuffrè, Salvatore Biondino, Michelangelo La Barbera, Simone Scalici e Salvatore Biondo mentre Salvatore Cancemi e Giovanni Brusca vennero condannati a 18 anni di carcere e i collaboratori di giustizia Francesco Onorato e Giovan Battista Ferrante (che confessarono il delitto) vennero condannati a 13 anni come esecutori materiali dell'agguato.[123] Nel 2003 la Cassazione annullò la condanna all'ergastolo per Pietro Aglieri, Giuseppe Farinella, Giuseppe Graviano e Benedetto Spera mentre confermò le altre condanne.[124][125]
- Nello stesso anno, Riina è condannato all'ergastolo insieme a Pippo Calò, Raffaele Ganci, Vincenzo Buccafusca e Giovanni Di Giacomo per gli omicidi dei mafiosi Domenico Balducci e Giovanbattista Brusca, avvenuti a Roma nel 1981.[126]
- Nel 1999, venne condannato all'ergastolo nel processo denominato "Borsellino bis" come mandante per la strage di via D'Amelio, in cui persero la vita il giudice Paolo Borsellino e cinque dei suoi uomini di scorta (Emanuela Loi, Agostino Catalano, Vincenzo Li Muli, Walter Eddie Cosina e Claudio Traina). Insieme a lui vengono condannati, alla stessa pena, i boss Pietro Aglieri, Salvatore Biondino, Carlo Greco, Giuseppe Graviano, Gaetano Scotto e Francesco Tagliavia.[127][128]
- Nel 2000, subì un'ulteriore condanna all'ergastolo insieme a Giuseppe Graviano, Leoluca Bagarella e Bernardo Provenzano, per l'attentato in via dei Georgofili, in cui persero la vita cinque persone e subirono danni musei e chiese,[129] oltre che per gli attentati di Milano e Roma.[130]
- Nel 2001, venne condannato a trent'anni di reclusione per l'omicidio del giornalista Mario Francese insieme ai boss Francesco Madonia, Nenè Geraci, Giuseppe Farinella, Michele Greco, Pippo Calò e Leoluca Bagarella.[131]
- Nel 2002, per l'omicidio del giudice in pensione Alberto Giacomelli, Riina venne condannato all'ergastolo come mandante.[132]
- Lo stesso anno, la Corte d'Assise di Caltanissetta condannò Riina all'ergastolo per la strage di via Pipitone Federico, in cui rimasero uccisi il giudice Rocco Chinnici, il maresciallo dei carabinieri Mario Trapassi, l'appuntato Salvatore Bartolotta (entrambi addetti alla scorta) e il portiere dello stabile Stefano Li Sacchi, e con lui furono condannati anche i boss Bernardo Provenzano, Raffaele Ganci, Antonino Madonia, Salvatore Buscemi, Nenè Geraci, Giuseppe Calò, Francesco Madonia, Salvatore e Giuseppe Montalto, Stefano Ganci e Vincenzo Galatolo.[133]
- Sempre lo stesso anno, Riina venne condannato nuovamente all'ergastolo insieme al boss Vincenzo Virga per la strage di Pizzolungo, in cui persero la vita Barbara Rizzo e i suoi figli, Salvatore e Giuseppe Asta, gemelli di 6 anni.[134]
- Il 15 marzo 2003 arrivò una nuova condanna all'ergastolo per Riina insieme a Leoluca Bagarella, Matteo Messina Denaro, Andrea Mangiaracina, Salvatore Madonia nel processo celebrato dinanzi la Corte d'assise di Trapani e denominato "Arca", nel quale erano accusati di un centinaio di omicidi avvenuti nei primi anni '90 durante la faida mafiosa di Alcamo combattuta fra i corleonesi e il clan stiddaro dei Greco.[135]
- L'11 aprile dello stesso anno, per l'omicidio di Gaspare Palmeri, Stefano Siragusa e Domenico Parisi (avvenuto nel 1991 sempre durante la faida di Alcamo), la Prima sezione della Corte d'Assise di Palermo condannò Riina all'ergastolo insieme a Giuseppe Agrigento, Simone Benenati, Salvatore Madonia, mentre Giovanni Brusca, divenuto collaboratore di giustizia, alla pena di 14 anni di reclusione.
- Nel 2005, la Cassazione rese definitiva la condanna all'ergastolo di Riina nel maxi-processo “Tempesta” con 150 imputati di 127 omicidi avvenuti a Palermo tra il 1973 e il 1992, tra cui quello dell'agente di polizia Calogero Zucchetto e il triplice delitto del capitano dei Carabinieri Mario D'Aleo, dell'appuntato Giuseppe Bommarito e del carabiniere Pietro Morici.[136]
- Nel 2007, la Corte d'assise d'appello di Palermo confermò la condanna di Riina all'ergastolo insieme a Pietro Aglieri, Raffaele Ganci, Giuseppe Montalto, Bernardo Provenzano e Giuseppe Lucchese nel processo denominato "Golden Market" per 35 omicidi avvenuti tra il 1986 e il 1991.[137][138]
- Nel 2008, Riina venne condannato all’ergastolo insieme ad Angelo Nuvoletta e Luigi Baccante per la strage di Poggio Vallesana (5 uomini di Alfieri-Bardellino-Buscetta strangolati e sciolti in acido nel 1984).[139][140][141][142][143]
- Nello stesso anno, la Cassazione rese definitivo il suo ergastolo comminato nel processo denominato "Agate Mariano + 56", insieme a quelli di Bernardo Provenzano, Giuseppe Lucchese, Pietro Aglieri e altri boss, i quali dovevano rispondere di 77 omicidi compiuti da Cosa nostra tra il 1981 e il 1991, come la "strage delle donne di Bagheria" (sorella, madre e zia del pentito Marino Mannoia uccise) ed anche quello dell'imprenditore palermitano Libero Grassi, ucciso il 27 agosto 1991.[144][145]
- Nel 2009, Riina ricevette un altro ergastolo, insieme a Bernardo Provenzano, per la strage di viale Lazio.[146]
- Nel febbraio 2010, un altro ergastolo per Riina, che insieme ai boss Giuseppe "Piddu" Madonia, Gaetano Leonardo e Giacomo Sollami, decise, nel 1983, l'omicidio di Giovanni Mungiovino, capomafia ennese e politico della DC che si era opposto all'ascesa della mafia corleonese, quello di Giuseppe Cammarata, imprenditore ennese scomparso nel 1989, e di Salvatore Saitta, boss mafioso di Barrafranca ucciso nel 1992.[147]
- Lo stesso anno, la Corte d'Assise di Agrigento condannò Riina all'ergastolo insieme con Bernardo Provenzano per la strage di San Giovanni Gemini (il boss Gigino Pizzuto e i due innocenti Michele Cimminnisi e Vincenzo Romano, massacrati).[148]
- Il 26 gennaio 2012, gli venne inflitta una condanna all'ergastolo da parte della Corte d'Assise di Milano perché ritenuto il mandante dell'omicidio di Alfio Trovato, uno dei capi dei Cursoti milanesi, avvenuto in via Palmanova a Milano il 2 maggio 1992.[149]

### Assoluzioni
- Nell'aprile 1998, venne assolto per l'omicidio del giudice Antonino Scopelliti insieme ai boss Giuseppe Calò, Francesco Madonia, Giuseppe Giacomo Gambino, Giuseppe Lucchese, Bernardo Brusca, Salvatore Montalto, Salvatore Buscemi, Nenè Geraci e Pietro Aglieri,[150] che annullò la sentenza di primo grado che invece li condannava all'ergastolo.[151]
- Il 10 giugno 2011, venne assolto, per "incompletezza della prova" (ex art. 530 c.p.p.), dalla Corte d'Assise di Palermo per il rapimento e l'omicidio del giornalista Mauro De Mauro.[152]
- Il 14 aprile 2015, venne assolto dalla Corte d'Assise di Firenze dall'accusa di essere stato il mandante della strage del Rapido 904 del 23 dicembre 1984 per mancanza di prove;[153][154] il pubblico ministero aveva richiesto l'ergastolo per Riina, unico imputato. Nel 1992, per la stessa strage, erano stati condannati Pippo Calò, Guido Cercola, Franco Di Agostino e l'artificiere tedesco Friedrich Schaudinn.

### Il processo sulla trattativa Stato-mafia
Dal carcere di Opera, il 19 luglio 2009, nel ricorrerne l'anniversario, Riina espresse di nuovo la sua posizione secondo cui la strage di via D'Amelio sarebbe da imputare ad altri soggetti e non a lui, nello stesso periodo in cui Massimo Ciancimino annunciò che avrebbe consegnato ai magistrati il "papello", una sola pagina a firma di Riina che conterrebbe le condizioni poste dalla mafia allo Stato. Tuttavia i legali di Riina smentirono che il loro assistito avesse partecipato a una trattativa fra Stato e mafia.
Il 24 luglio 2012, la Procura di Palermo, sotto Antonio Ingroia e in riferimento all'indagine sulla trattativa Stato-mafia, chiese il rinvio a giudizio di Riina e altri 11 indagati accusati di "concorso esterno in associazione mafiosa" e "violenza o minaccia a corpo politico dello Stato". Gli altri imputati sono i politici Calogero Mannino, Marcello Dell'Utri, gli ufficiali Mario Mori e Giuseppe De Donno, i boss Giovanni Brusca, Leoluca Bagarella, Antonino Cinà e Bernardo Provenzano, il collaboratore di giustizia Massimo Ciancimino (anche "calunnia") e l'ex ministro Nicola Mancino ("falsa testimonianza").

## Vita privata
Ebbe come unica compagna di vita Antonietta Bagarella (nata a Corleone il 28 luglio 1944 e detta "Ninetta"), la sorella minore degli amici d'infanzia Calogero e Leoluca Biagio Bagarella, conosciuta negli anni Cinquanta quando a Corleone c'era la guerra tra gli uomini di Luciano Leggio e quelli di Navarra. I due si sposarono il 16 aprile 1974 tramite una cerimonia celebrata da don Agostino Coppola di Carini nei giardini di Cinisi, matrimonio che poi risulterà non valido legalmente in quanto non venne trascritto nel registro dello stato civile. Al matrimonio erano presenti anche Provenzano e Liggio.     Dopo la cerimonia soggiornarono in un hotel al mare. Benché fosse ricercato, Riina organizzò il viaggio di nozze con Ninetta, quindi andarono per una settimana a Napoli, poi a Montecassino e infine a Venezia, dove rimasero per tre-quattro giorni. Riina e la moglie chiederanno di regolarizzare il matrimonio più di vent’anni dopo, in seguito alla cattura del boss, quando Ninetta e i figli andranno a vivere a Corleone.
Da coniugati, Riina e Ninetta Bagarella andarono a vivere in clandestinità in una villa nel quartiere palermitano Pallavicino. Dall'unione nacquero quattro figli: Maria Concetta (1974), Giovanni Francesco (1976), Giuseppe Salvatore (1977) e Lucia (1980), tutti nati nella clinica Pasqualino e Noto di Palermo dove la madre era regolarmente registrata con il suo nome. Le vaccinazioni dei figli furono effettuate grazie alla complicità del dottor Antonino Rizzuto (poi condannato per concorso esterno in associazione mafiosa) mentre il loro medico di famiglia era il dottor Antonino Cinà, stimato neurologo dell'ospedale civico di Palermo e "uomo d'onore" della famiglia di San Lorenzo (anche lui condannato).
Giovanni Francesco Riina fu condannato all'ergastolo per quattro omicidi avvenuti nel 1995.
Giuseppe Salvatore Riina fu dapprima condannato per associazione mafiosa, quindi scarcerato il 29 febbraio 2008 per decorrenza dei termini dopo essere stato detenuto per otto anni. Il 2 ottobre 2011, dopo aver scontato completamente la pena di 8 anni e 10 mesi, venne nuovamente rilasciato sotto prevenzione con obbligo di dimora a Corleone e iniziò a trapelare la notizia di un suo piano per organizzare un attentato ai danni dell'ex Ministro della Giustizia Angelino Alfano a seguito dell'inasprimento del regime dell'articolo 41-bis.
Uno dei nipoti di Ninetta Bagarella, ossia Giovanni Grizzaffi (il figlio della sorella Caterina), è morto nell'estate del 2023 a causa di un tumore.

## Impatto culturale
- Ultimo, miniserie TV del 1998 di Canale 5 di Stefano Reali sul capitano Ultimo. In questo film il personaggio di Salvatore Partanna, boss mafioso ispirato a Totò Riina, è interpretato da Victor Cavallo nella prima stagione, e da Enzo Rai nella quarta stagione di Michele Soavi nel 2013.
- I giudici, film del 1999 di Ricky Tognazzi su Giovanni Falcone e Paolo Borsellino, dove è interpretato da Victor Cavallo.
- Il capo dei capi, miniserie TV del 2007 di Canale 5[171][172] sulla vita e la "carriera" criminale di Riina, che è interpretato da Claudio Gioè.
- L'ultimo dei corleonesi, film TV del 2007 di Rai 1, regia di Alberto Negrin: Riina è interpretato da Marcello Mazzarella.
- Il divo, film del 2008 di Paolo Sorrentino su Giulio Andreotti: Riina appare brevemente in alcune scene, dove è interpretato da Enzo Rai.
- La mafia uccide solo d'estate, film del 2013 di Pif: Riina è interpretato da Antonio Alveario.
- Boris Giuliano - Un poliziotto a Palermo, miniserie TV del 2016 di Ricky Tognazzi: interpretato da Alfredo Lo Bianco.
- La mafia uccide solo d'estate - La serie, serie TV del 2016 di Luca Ribuoli: interpretato da Domenico Centamore.
- Il traditore, film del 2019 di Marco Bellocchio, incentrato sulla vita di Tommaso Buscetta, è l'attore Nicola Calì ad interpretare Riina.